# Some Girls (filme)
Some Girls (Brasil: Essas Garotas / Portugal: As Minhas Férias em Casa Dela) é um filme da comédia e foi realizado no ano de 1988 por Michael Hoffman, estrelado por Patrick Dempsey e Jennifer Connelly.

## Sinopse
No Natal Michael (Patrick Dempsey), um universitário, viaja para Quebec, no Canadá, para visitar Gabriella (Jennifer Connelly), sua namorada, que carinhosamente chama de Gabby, e a família dela. Ao chegar ela lhe fala que não está mais apaixonada por ele. Paralelamente a família dela tem um comportamento estranho: Igor, o pai, é um escritor que passa grande parte do tempo vagando nu pela casa e a avó confunde Michael com o falecido marido. Logo Gabby volta a se interessar por Michael, e suas duas irmãs também. Ele se envolve em algumas confusões e encontra a avó de Gabby quando esta foge do hospital.